# Haldia
Haldia – miasto w Indiach, w stanie Bengal Zachodni. W 2011 roku liczyło 200 827 mieszkańców.